# 古橋柳太郎
古橋 柳太郎（ふるはし りゅうたろう、1882年 - 1961年）は、日本の建築家。東京府生まれ。
東京で大工の棟梁をしていた古橋由次郎の長男として出生した。1910年、東京帝国大学工科大学建築学科を卒業し、清国政府から技師として招かれた。翌1911年、辛亥革命が勃発すると帰国し、曽禰中條建築事務所に勤務した。1914年、独立し建築事務所を設立した。1961年、東京都内で亡くなった。
主な作品に後楽園球場、麻布中学高等学校、日本基督教団甲府教会などがある。